# Adam Friedrich von Kalckstein
Adam Friedrich von Kalckstein (* 4. November 1741 in Groß-Nappern (Kreis Osterode in Ostpreußen); † 8. Juni 1808 in Glatz) war ein preußischer Generalmajor und Herr auf Klein-Gröben sowie Herr auf Groß-Skrau, welches er am 26. November 1799 verkaufte.

## Leben

### Herkunft
Seine Eltern waren der Erbherr auf Groß-Nappern und Klein-Gröben Anton von Kalckstein (* 5. Februar 1701; † 1749) und dessen zweite Ehefrau Lucretia Gerhardi, geborene von Traubenthal (* 26. Februar 1708; † 12. Februar 1775).

### Militärkarriere
Kalckstein kam am 1. April 1755 als Gefreitenkorporal in das Infanterieregiment „de la Motte“ der Preußischen Armee. Während des Siebenjährigen Krieges kämpfte er bei Prag und Dittersbach sowie bei den Belagerungen von Prag und Olmütz. In der Schlacht bei Landeshut geriet er in Gefangenschaft und kehrte erst 1765 zu seinem Regiment zurück. Zuvor war er am 15. Januar 1758 zum Fähnrich und am 20. Juni 1763 zum Sekondeleutnant befördert worden.
Nach dem Krieg wurde Kalckstein am 2. Juli 1772 Premierleutnant und nahm als solcher 1778/79 am Bayerischen Erbfolgekrieg teil. Am 15. September 1782 avancierte er zum Stabskapitän und am 1. Januar 1784 wurde er Kapitän und Kompaniechef. Am 27. Mai 1790 stieg er zum Major auf und wurde 1794 zum Bataillonskommandeur ernannt. 1794/95 kämpfte er in Polen. Nach dem Krieg wurde er am 10. Juli 1798 Oberstleutnant und am 11. Oktober 1798 zum Regimentskommandeur ernannt. In dieser Stellung erfolgt am 20. Mai 1800 seine Beförderung zum Oberst. Kalckstein erhielt am 23. August 1806 seine Demission als Generalmajor mit einer Pension von 800 Talern. Nach seiner Verabschiedung wurde ihm am 6. September 1806 die Erlaubnis zum Tragen seiner alten Regimentsuniform erteilt. Er starb am 18. Juni 1808 in Glatz.
„Ein grundehrlicher Mann und ganz vortrefflicher Commandeur, der sich im 7jährigen und nachfolgenden Krieg als ein vorzüglicher braver Offizier gezeigt hat.“ - Beurteilung des damaligen Oberst im Jahr 1804.

### Familie
Kalckstein heiratete am 19. Oktober 1784 in Glatz Augustine Esther Theresia von Richardi (* 22. Mai 1766; † 14. Mai 1817). Aus der Ehe ginge der Sohn Theophil Adam Karl (* 2. Juni 1786; † 24. September 1828 in Glatz) hervor, der eine Laufbahn in der Preußischen Armee einschlug und als Hauptmann verabschiedet wurde. Er ehelichte am 8. April 1817 Cölestine Adelaide Luise von Rottenberg (* 8. April 1798; † 30. Januar 1859).
Seine Witwe richtete 1813 Lazarette ein und pflegte Verwundete, wofür sie vom König gelobt wurde.